# Eddie Edwards (worstelaar)
Eric Maher (Boston, 30 december 1983), beter bekend als Eddie Edwards, is een Amerikaans professioneel worstelaar die sinds 2014 actief is in Impact Wrestling. Eddie is een 2-voudig Impact World Champion en 2-voudig Impact X Division Champion. Tevens is hij een 5-voudig Impact World Tag Team Champion met Davey Richards. Hij is hiermee de achtste TNA Triple Crown Champion.
Edwards begon zijn carrière in het onafhankelijke worstelcircuit. Hij heeft onder meer geworsteld voor New England Championship Wrestling (NECW), Top Rope Promotions (TRP), Maryland Championship Wrestling (MCW), Millennium Wrestling Federation (MWF), Power League Wrestling (PLW) en Big Time Wrestling (BTW).
Vanaf 2006 begon Edwards regionale bekendheid te krijgen. Hij was tot aan 2013 actief in Ring of Honor Wrestling Entertainment (ROH). Bij zijn tijd in ROH, bekwam Edwards een voormalige ROH World Champion en ROH World Television Champion. Met Davey Richards bekwam hij een 2-voudig ROH World Tag Team Champion. Met deze prestaties is hij de eerste ROH Triple Crown Champion.
Verder heeft Edwards gewerkt in Japan, met name voor Pro Wrestling Noah (NOAH). Hij is een voormalige GHC Heavyweight Champion.

## Prestaties
- Assault Championship Wrestling
  - ACW Junior Heavyweight Championship (1 keer)
- Dynasty Pro Wrestling
  - Dynasty Championship (1 keer)[8]
- Fight Club: Pro
  - FCP Championship (1 keer)[8]
- Millennium Wrestling Federation
  - MWF Television Championship (1 keer)
- New England Championship Wrestling
  - NECW Tag Team Championship (4 keer) – met D.C. Dillinger[8]
  - Iron 8 Championship Tournament (2006, 2007)[9]
- Premiere Wrestling Xperience
  - PWX Tag Team Championship (1 keer) – met Roderick Strong[8]
- Pro Wrestling Illustrated
  - Gerangschikt op #9 van de top 500 singles worstelaars in de PWI 500 in 2011[10]
- Pro Wrestling Noah
  - GHC Heavyweight Championship (1 keer)[8]
  - Global Tag League Technique Award (2012) – met Colt Cabana
  - Nippon TV Cup Jr. Heavyweight Tag League Outstanding Performance Award (2010) – met Roderick Strong
  - NTV G+ Cup Jr. Heavyweight Tag League Fighting Spirit Award (2011) – met Delirious
  - NTV G+ Cup Jr. Heavyweight Tag League Fighting Spirit Award (2012) – met Bobby Fish
- Ring of Honor
  - ROH World Championship (1 keer)[8]
  - ROH World Tag Team Championship (2 keer) – met Davey Richards[8]
  - ROH World Television Championship (1 keer)[8]
  - ROH World Television Championship Tournament (2010)[9]
  - Survival of the Fittest (2010)[9]
  - 1ste Triple Crown Champion
- SoCal Uncensored
  - Match of the Year (2013) met Roderick Strong vs. Inner City Machine Guns (Rich Swann en Ricochet) en The Young Bucks (Matt & Nick Jackson) op 9 augustus
- Squared Circle Wrestling
  - 2CW Tag Team Championship (1 keer – met Davey Richards[8]
- The Wrestling Revolver
  - PWR Tag Team Championship (1 keer) – met Davey Richards[8]
- Top Rope Promotions
  - TRP Heavyweight Championship (1 keer)[8]
- Total Nonstop Action Wrestling/Impact Wrestling
  - TNA World Heavyweight/Impact World Championship (2 keer)[8]
  - TNA World Tag Team Championship (5 keer) – met Davey Richards[8]
  - TNA X Division Championship (2 keer)[8]
  - TNA World Cup of Wrestling (2014) – met Bully Ray, Gunner, Eric Young en ODB
  - TNA World Cup of Wrestling (2016) – met Jeff Hardy, Jessie Godderz, Robbie E en Jade
  - Gravy Train Turkey Trot (2017) – met Allie, Richard Justice, Garza Jr. en Fallah Bahh
  - Call Your Shot Gauntlet (2019)
  - Eighth TNA Triple Crown Champion
  - Impact Year End Awards (3 keer)
    - Tag Team of the Year (2014) met Davey Richards
    - Match of the Year (2014) The Wolves vs. The Hardys vs. Team 3D op 8 oktober
    - Match of the Year (2020) vs. Ace Austin vs. Trey vs. Eric Young vs. Rich Swann bij Slammiversary[11]
- Wrestling Superstar
  - Wrestling Superstar Tag Team Championship (1 keer) – met Davey Richards
- Wrestling Observer Newsletter
  - Tag Team of the Year (2009) met Davey Richards
- Andere prestaties
  - Super Juniors Tournament (2013)